# Michele Petracci
Michele Petracci (Roma, 16 maggio 1984) è un canottiere e dirigente sportivo italiano.

## Carriera sportiva
Nel 1996 inizia la sua carriera agonistica presso il Circolo Canottieri Tirrenia Todaro allenato da Stefano Tenderini. Con lui rimane fino al 2000 quando inizia ad essere allenato da Emilio Trivini coadiuvato da Dario Fogo.
Le prime convocazioni in maglia azzurra risalgono al 2003, ma è dal 2004 in poi che arrivano i risultati più importanti prendendo parte a diverse competizioni di livello internazionale.
- Vince i Mondiali nel 2005 sul lago di Bosbaan ad Amsterdam nei Paesi Bassi nella specialità del quattro di coppia pesi leggeri under 23 con Antonio Pizzurro, Paolo Grugni ed Emanuele Vigentini.[3]
- Vince i Mondiali universitari nel 2006 sul lago di Trakai in Lituania nella specialità del doppio pesi leggeri.[4][5]
- Si classifica quinto ai Mondiali di Hazewinkel in Belgio sempre nel 2006 nella specialità del quattro di coppia con Paolo Grugni, Antonio Pizzurro, José Casiraghi.
- Partecipa tra il 2007 e il 2009 a diverse edizioni mondiali e alcune Coppe del Mondo nelle specialità riservate ai pesi leggeri.
- Vince la medaglia d'argento ai Mondiali universitari di Belgrado nel 2008 in quattro senza.
- Detiene la vittoria di due titoli italiani in specialità olimpica.

## Riconoscimenti
Nel 2005 gli viene conferita la Cittadinanza Onoraria dal Sindaco di Piana degli Albanesi (Palermo) quale apprezzamento per gli eccellenti risultati conseguiti in ambito sportivo.

Nel 2007 viene premiato dal Magnifico Rettore dell'Università di Genova con il "Premio Romanzi" per aver ottenuto risultati di rilievo nell'ambito di manifestazioni sportive universitarie a carattere nazionale ed internazionale.